# Regntøj
Regntøj er overtrækstøj, som er beregnet til at holde bæreren tør i regnvejr.
Regntøj kan være regnslag, regnfrakke, jakke, bukser, hat som sydvest og gummistøvler. 

## Regnjakke
Regnjakker og regnfrakker er lavet af et vandtæt materiale ofte med hætte.

## Regnbukser
Regnbukser er som jakken af vandafvisende materiale.

## Teknisk regntøj
Teknisk regntøj med vind-, vandtæt og åndbare membraner er af nylon består af flere lag, der er svejset sammen. Ofte med en påsprøjtet eller indvasket hinde, en såkaldt DWR: Durable Water Repellent (holdbar vandafviser). Åndbarheden fungerer ved, at varmeoverskud (sved/kondens) fra kroppen trykkes ud gennem mikroskopiske porer i tøjet. Samtidigt holdes nedbør ude. Under hård fysisk aktivitet er det dog begrænset, hvor meget kondens der kan slippe ud. Derfor har regntøj gode udluftningssystemer i form af lynlåse eller ventilationshuller under armene. Var opfundet til friluftsliv, sport og aktivt brug, men er blevet allemandseje. Producenter til sportstøj. Friluftsliv som orienteringsløb, sejlsport og bjergbestigning inspirerer til den største innovation i teknisk regntøj.

## Gummiregntøj
Gummiregntøj er lavet af et kraftigt lag gummi med et stoffor. Det bruges mest når vejret er så barskt, at intet andet kan holde vandet ude. Bruges blandt andet af erhvervsfiskere og borebisser på olieboreplatforme.

## Olietøj
Oilskin er lavet af kraftigt bomuldsklæde, som er imprægneret med voks, der holder vand ude. Det kræver grundig vedligeholdelse. Brugtes før i tiden af søfolk, men ses nu ofte af ryttere, Australske cowboys eller som jagttøj.

## Vandtæt fodtøj
En del moderne sko til trekking og vandre-, jagt- og militærstøvler har en åndbar og 100% vandtæt Gore-Tex® eller lignende membran.

## Gummistøvler
En gummistøvle er en støvle af gummi eller et kunststof, der holder vandet ude. Neopren gummistøvler er et forholdsvis nyt produkt, der blev brugt af lystfiskere. Støvlerne fås i flere farver og varianter og er mindre smidige og holdbare end støvler af naturgummi.
Vaders er gummistøvler, der går helt op til brystet. De er regnbukser og gummistøvler i ét og bruges ved fiskeri.
| Tøj | Spire Denne artikel om tøj, sko eller lignende er en spire som bør udbygges. Du er velkommen til at hjælpe Wikipedia ved at udvide den. |